# Água Doce do Maranhão
Água Doce do Maranhão è un comune del Brasile nello Stato del Maranhão, parte della mesoregione del Leste Maranhense e della microregione del Baixo Parnaíba Maranhense.